# Aaron Teitelbaum

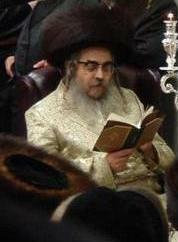
Aaron Teitelbaum (2006)

Aaron Teitelbaum (* 20. Oktober 1947) ist einer der beiden Großrabbiner der ultraorthodoxen jüdischen Gemeinschaft der Satmar Chassidim und Oberrabbiner der Satmar-Gemeinde in Kiryas Joel, New York.

## Leben
Aaron Teitelbaum ist der älteste Sohn des verstorbenen Großrabbiners von Satmar Moshe Teitelbaum. Aaron Teitelbaum ist mit Sasha verheiratet, der Tochter des 2012 verstorbenen Großrabbiners Moshe Yehoshua Hager. 1985 wurde Aaron Teitelbaum zum Oberrabbiner und rosh yeshiva der Satmar-Gemeinde in Kiryas Joel ernannt, wodurch ihm die Autorität aller Angelegenheiten der Gemeinde übertragen wurde. Einige der Gemeindemitglieder von Kiryas Joel lehnten die Ernennung von Teitelbaum ab, da sie Probleme mit seiner Persönlichkeit und seiner kontrollierenden Natur hatten.